# 수평적 유전자 이동

한 종에서 다른 종으로 수평적 유전자 이동이 일어난 것을 반영한 계통도는 기존의 나무 모양이 아닌 그물 모양으로 그려지게 된다.

수평적 유전자 이동(水平的 遺傳子 移動, 영어: horizontal gene transfer, HGT 또는 lateral gene transfer, LGT)은 생식에 의하지 않고 개체에서 개체로 유전형질이 이동되는 현상을 가리키는 유전학의 개념이다. 수평적 유전자 전달(水平的 遺傳子 傳達) 또는 수평적 유전자 전이(水平的 遺傳子 轉移)라고도 한다. 주로 단세포 생물에서 관찰된다. 같은 종간에 이루어지는 박테리아 이동과는 달리 수평적 유전자 이동은 종간의 차이를 뛰어넘어 이동할 수 있다. 유전공학은 실험을 통해 인위적인 수평적 유전자 이동을 일으키기도 한다.

## 역사
수평적 유전자 이동은 1959년 일본에서 처음으로 관찰되었다. 서로 다른 박테리아 종이 수평적 유전자 이동을 통해 항생제 내성을 전달받은 것이다. 1980년대에 시버넌은 수평적 유전자 이동이 지구상의 생물 진화를 설명하는데 매우 중요한 의미를 지니게 될 것이라 예측하였다. 1999년 리베라 제인과 레이크는 자신들의 저서에서 원핵생물간에 일어나는 수평적 유전자 이동은 유전자와 게놈의 연구 전반에서 점점더 중요한 주제가 되고 있다고 평했다.
수평적 유전자 이동은 진핵생물에 속하는 미생물에서도 관찰되었다. 일례로 2005년 밥티스트 등은 "원생생물의 진화 과정에서 수평적 유전자 이동이 매우 중요한 역할을 했다는 강력한 추가 증거"를 발견했다.
보다 복잡한 구조를 갖는 식물과 동물들에서도 수평적 유전자 이동이 있었다는 증거들이 발견되었다. 이는 인간 역시 이러한 현상을 겪을 수 있다는 것을 뜻하는 것이어서 의학적인 문제로서 다루어지기도 하였다. 그러나 2007년 리차드슨과 팔머는 "단세포 진핵생물의 진화에 수평적 유전자 이동이 중요한 요인이 되었다는 점은 분명하다. 그러나 다세포 생물의 경우도 수평적 유전자 이동이 진화의 중요한 요인었다고 하기에는 분명치 않은 점들이 있다"고 자신들의 견해를 밝혔다.
수평적 유전자 이동이 진화의 주요한 원인 가운데 하나라는 증거들이 발견되자 분자생물학자 피터 고거튼은 이를 "생물학의 새로운 패러다임"이라 칭하였다.
한편 유전공학의 위험성으로 유전자 변형 생물의 DNA 역시 수평적 유전자 이동을 통해 서로 다른 종 사이에 전달될 수 있다는 점이 지적되고 있다.

## 원핵생물
수평적 유전자 이동은 박테리아에 있어 유연 관계가 먼 종끼리도 일어나는 흔한 현상이다. 이는 한 박테리아 세포가 저항성을 획득할 때와 저항성 유전자가 다른 종으로 도입될 때 균이 더욱 높은 저항성을 가지게 되는 원인이라 여겨진다. 자연선택과 마찬가지로, 전위와 수평전 유전자 이동으로 인해 황색포도상구균과 다양한 병원성 박테리아 같은 다제내성 생물의 출현이 초래된다. 또한, 수평적 유전자 이동은 균의 외독소, 외효소와 같은 발병인자가 확산되도록 하는 역할을 하기도 한다. 외독소 확산에 관한 대표적 예로서 대장균에 있는 쉬가독소의 적응진화가 있는데 이는 이질균속 균들과의 형질도입을 통한 수평적 유전자 이동으로 이루어진다. 이러한 특정 병독성 인자들과 유동적 유전 물질을 표적으로 삼으면서 세균 감염을 막기위한 방법은 여러 가지 제시되었다. 예를 들어, 수평적으로 이동된 유전 물질은 대장균, 살모넬라균, 연쇄구균, 웰치균의 병독성에 한 몫 한다.
원핵생물은 외래 플라스미드나 대식세포 DNA로부터 자신을 지키기 위해 세균이 갖는 방어기구 제한수식계를 가지고 있다. 유전자를 인코딩하는 제한수식계는 플라스미드, 프로파지, 삽입 배열이나 트랜스포슨, 통합 및 접합인자(ICEs), 항균제내성유전자들과 같은 유동적 유전 요소에서 원핵 게놈간에 움직인다고 보고되었다. 그러나 이 요소는 세포 감염을 위한 MGE(Mobile Genetic Element, 유동적 유전 요소)가 코딩된 도구로 작용하는 것 보다 MGE를 막기 위한 염색체 인코딩 장벽 역할을 더 많이 한다.

## 메커니즘
수평적 유전자 이동이 작용하는 방법들은 다음과 같다.
- 형질전환
- 형질도입
- 세균접합
- 유전자도입

트랜포슨(jumping gene)은 저항성 유전자를 골라낸 후 플라스미드나 염색체에 삽입할 수 있는 일종의 유동적 DNA조각이다. 따라서 수평적 유전자를 유도하는 것은 항생 물질에 대한 내성을 넘겨주는 것과 같다.

## 바이러스
스푸트니크라 불리는 바이러스는 미미바이러스를 감염시킨다. 미미바이러스 체내에 들어간 스푸트니크는 박테리오파지가 박테리아에서 번식하는 것과 유사한 방식으로 번식한다. 이와 같은 바이러스를 바이로파지라 한다. 미미바이러스의 유전자 가운데 13개는 마마바이러스와 상당히 유사한데, 과학자들은 이것이 스푸트니크가 두 바이러스 사이를 오가면서 수평적 유전자 이동을 일으킨 결과라고 보고 있다.

## 같이 보기
- 아그로박테리움
- 유전자 변형 생물
- 인테그론
- 이동성 유전 인자
- 계통수
- 레트로트랜스포존
- 세포 내 공생설
- 생명의 나무 (과학)
- 이질적 위계